# Art of Rally
Art of Rally (estilizado como art of rally) es un videojuego de carreras desarrollado y publicado por Funselektor Labs.  El juego se lanzó el 23 de septiembre de 2020 para Microsoft Windows, macOS y Linux; el 12 de agosto de 2021 para Xbox One, Xbox Series X/S y Nintendo Switch; el 6 de octubre de 2021 para PlayStation 4 y PlayStation 5; y el 18 de enero de 2024 se lanzaron los ports para iOS y Android publicados por Noodlecake. Art of Rally se desarrolla durante la era dorada de los rallyes, en una línea de tiempo alternativa donde las competiciones de Grupo B B nunca se interrumpieron. Los jugadores compiten en rallies, desbloquean clases y autos a medida que avanzan en el juego.
Art of Rally recibió críticas generalmente favorables para Windows y Xbox, mientras que la versión para Switch recibió críticas mixtas.

## Jugabilidad
Art of Rally es un juego de carreras que se juega en una perspectiva de arriba hacia abajo.  El juego está ambientado en la "era dorada de los rallies", con rally coches de grupos como Grupo 2, Grupo B, Grupo A y Grupo S.  El juego tiene lugar en una línea de tiempo alternativa donde el Grupo B nunca se interrumpió. Art of Rally tiene un modo de carrera y un modo de roaming libre.  El modo Carrera comienza con autos de Grupo 2, y le asigna al jugador la tarea de completar rallies.  Los jugadores desbloquean nuevas clases de vehículos y autos a medida que avanzan en el modo carrera. Los autos del jugador pueden dañarse, lo que afecta su rendimiento. El recorrido libre permite a los jugadores usar cualquier automóvil previamente desbloqueado y también contiene coleccionables para que los jugadores los recolecten. El juego tiene eventos en línea, que toman la forma de desafíos diarios y semanales en los que los jugadores pueden participar.

## Desarrollo
Dune Casu estaba creando un prototipo del juego mientras trabajaba en los puertos de consola de Absolute Drift, pero el desarrollo completo del juego comenzó en 2017. Casu quería usar lo que funcionaba en Absolute Drift refinando los controles y creando una experiencia "más grande, mejor y más poderosa". Funselektor Labs lanzó un tráiler de anuncio de Art of Rally el 15 de mayo de 2019. El juego se presentó en EGX 2019, mostrando contenido y jugabilidad. El 27 de marzo de 2020 se lanzó una demostración pública gratuita del juego para PC. Funselektor luego lanzó un avance del juego el 19 de agosto, presentando un nuevo sistema de manejo y nuevos vehículos.
Durante el desarrollo, Funselektor Labs se asoció con la empresa de portabilidad Do Games.  Se suponía que el juego se lanzaría en consolas con PC el 23 de septiembre de 2020, pero no pudo hacerlo debido al pequeño tamaño del equipo a principios de 2020. El desarrollador de Art of Rally, Dune Casu, declaró que era un "gran esfuerzo" para que más desarrolladores y productores "solo terminen la versión para PC".  Sin embargo, Casu se refirió a él como una "bendición disfrazada", lo que le permite al equipo mejorar y actualizar la versión para PC del juego.
Según Casu, las imágenes del juego estaban destinadas a ser una "interpretación minimalista de la naturaleza". El juego de rompecabezas de 2016 The Witness fue una fuente de inspiración para Casu, y el desarrollador afirmó que estaba "enamorado" de los colores y la vegetación del juego.
Art of Rally se lanzó por primera vez en Microsoft Windows, MacOS y Linux el 23 de septiembre de 2020. Art of Rally se lanzó más tarde en Xbox One, Xbox Series X/S y Nintendo Switch el 12 de agosto de 2021. El juego también se agregó a la biblioteca de Xbox Game Pass el mismo día. El lanzamiento de consola de Art of Rally incluyó una actualización que agregó un mapa ambientado en Kenia. La actualización también agregó más vehículos, canciones y escenarios. Las versiones para PlayStation 4 y PlayStation 5 de Art of Rally se lanzaron el 6 de octubre de 2021.
El 12 de mayo de 2022, Serenity Forge anunció que produciría copias físicas del juego para PlayStation 4, PlayStation 5 y Nintendo Switch. Las versiones físicas se lanzarán el 16 de septiembre. El mismo día, Funselektor Labs lanzó un tráiler que anunciaba una actualización gratuita de Art of Rally. La actualización agregará seis pistas más ambientadas en Indonesia.

## Recepción
Art of Rally recibió reseñas "generalmente favorables" para PC y Xbox Series X/S, según el agregador de reseñas Metacritic. La versión de Nintendo Switch recibió críticas "mixtas o promedio".
Martin Robinson de Eurogamer recomendó el juego, refiriéndose a él como "brillantemente jugable" y "deslumbrantemente elegante". Robinson elogió las imágenes de los autos y la banda sonora del juego, calificando a este último de "decente".
Ollie Reynolds de Nintendo Life calificó el juego con 8/10 estrellas, elogiando la autenticidad y el desafío del juego, el estilo visual y la variedad de contenido del juego. Sin embargo, Reynolds sintió que hubo degradaciones visuales notables y problemas de velocidad de fotogramas en la versión de Nintendo Switch.
Brett Posner-Ferdman de Push Square calificó el juego con 7/10 estrellas, elogiando el estilo visual y la atmósfera, afirmando que "se destacan". Disfrutó del recorrido libre y elogió la experiencia de los rallies, calificándola de "sólida". Brett escribió que el entorno se sentía "copiado y pegado" a veces y criticó la aparición de objetos "constantes".
El crítico de VideoGamer.com, Josh Wise, le dio al juego un 8/10 y lo describió como "el videojuego como ensayo".